# Wilhelm Julius von Koerber
Wilhelm Julius Koerber, kể từ năm 1871 là von Koerber (sinh ngày 2 tháng 5 năm 1826 tại Alvensleben; mất ngày 17 tháng 8 năm 1914 tại Wiesbaden, Đế quốc Đức) là một sĩ quan quân đội Phổ, được thăng đến quân hàm Thượng tướng pháo binh.
Ông đã tham gia chiến đấu trong cuộc Chiến tranh Pháp-Đức (1870 – 1871). Vào ngày 18 tháng 1 năm 1871, với quân hàm Thiếu tá trong Trung đoàn Pháo dã chiến Hanover số 10, ông được phong tặng Huân chương Quân công của Phổ. Cùng năm đó, vào ngày 16 tháng 7, ông được liệt vào hàng khanh tướng.